# Комната епископа (фильм)
«Комната епископа» (другое название — «Спальня епископа») — кинофильм. Экранизация одноимённого романа Пьеро Кьяра.

## Сюжет
Действие фильма разворачивается после окончания Второй мировой войны. Молодой человек по имени Марко поселяется в доме своего нового знакомого, адвоката Марио Оримбелли. Там он знакомится с его женой Клеофой и молодой прекрасной девушкой Матильдой — женой брата Клеофы. Между Марко и Матильдой вспыхивает чувство, которое они вынуждены однако скрывать, даже от самих себя.
На следующий день Марко отправляется в путешествие на своей лодке (действие происходит на озере Маджоре). Адвокат Оримбелли, которому не терпится вырваться из-под контроля деспотичной жены, увязывается за ним. В пути они развлекаются со знакомыми девушками Марко, однако Матильда не выходит у последнего из головы. Неожиданно Марио сообщает Марко о якобы имеющей место тайной связи между ним и Матильдой. Они забирают Матильду с виллы, и она начинает жить с адвокатом на яхте Марко. На следующую ночь Марко случайно видит адвоката, мчащегося на велосипеде в сторону своей виллы… Когда утром приходит сообщение о внезапной смерти жены Оримбелли — Клеофы, несмотря на очевидные признаки самоубийства, Марко понимает, что это не так. И оказывается прав.

## В ролях
- Уго Тоньяцци — Марио Оримбелли
- Орнелла Мути — Матильда
- Патрик Девер — Марко
- Лиа Танзи — Ландина
- Габриэлла Джакоббе — Клеофе
- Катя Ченко — Шарлотта
- Франко Санджермано — Маззоленни
- Макс Турилли — Анжело Берлускони
- Пьеро Маццарелла — Бригенти
- Ренцо Оццано — офицер Гамбино
- Франческа Джувар — Мартина